# Star Wars Episode I: Racer
Star Wars Episode I: Racer là tựa game đua xe dựa trên môn đua xe rọ (pod race) xuất hiện trong phim Star Wars Episode I: The Phantom Menace. Tính đến năm 2011, trò chơi đang giữ kỷ lục Guinness là tựa game đua xe khoa học viễn tưởng bán chạy nhất, đã bán được 3.12 triệu bản trên toàn thế giới và đánh bại hàng loạt dòng game khác như Wipeout và F-Zero. Phiên bản arcade của game có nhiều vòng đua và nhân vật tương tự đã được phát hành vào năm 2000. Phiên bản PlayStation của trò chơi theo như công bố thì chưa bao giờ được phát hành ra thị trường.

## Lối chơi
Star Wars Episode I: Racer tập trung vào nhân vật Anakin Skywalker. Anakin lớn lên tại hành tinh Tatooine, còn quê hương anh là Mos Espa, nơi có một trò chơi tên là "Đua xe rọ" (pod race). Trong môn thể thao này các tay đua tự dùng dây an toàn buộc mình vào một buồng lái nhỏ và buồng lái được nối với hai đầu tên lửa, một hình thức giống như đua xe ngựa thời La Mã, chỉ có điều đua xe rọ nguy hiểm hơn nhiều. Các tay đua phải có tinh thần thép và sự khéo léo tuyệt vời trong khi đua vì với tốc độ nhanh khủng khiếp (có lúc lên đến 800 km/h) thì chỉ cần một chút sai lầm cũng có thể khiến chiếc xe vỡ tan tành.
Với 21 vòng đua chính và 4 vòng mở rộng, người chơi trong vai Anakin Skywalker sẽ sát cánh bên 5 người bạn (và sau khi kết thúc bảy vòng đua của một chặng sẽ có thêm một người mới) để chinh phục trò chơi. Nếu trong phim, trò đua xe rọ chỉ diễn ra trong một vòng đua thì trong game các vòng đua đã được mở rộng rất nhiều, càng lên level cao, các vòng đua càng dài, một vài vòng đua lớn có thể lên tới 40 dặm. Có vòng người chơi phải vượt qua các hồ kim loại nóng, các đầm lấy dày đặc, và những dải băng tuyết trơn trượt. Đặc biệt ở những màn như Penal Asteroid, khi lực hút hoàn toàn bằng không, thì các xe đua có thể lao đi với tốc độ khó tin là khoảng 900 km/h. Mọi vật lao vun vút qua người chơi.
Không giống như các game đua xe khác, ở game này người chơi phải thắng trong các cuộc đua để có tiền trang bị đồ cho xe như: bộ gia tăng tốc độ, bộ phận sửa chữa... Nếu tự tin vào khả năng của mình, người chơi nên chọn chế độ tiền thưởng "Winner Take All" để có nhiều tiền đầu tư nâng cấp xe, mà xe càng cao cấp thì cảm giác của người chơi khi bay lướt qua các vật thể càng nhanh và càng hào hứng. Tất nhiên, trong vòng đua không chỉ có một mình người chơi mà còn có 11 đấu thủ computer, mỗi vòng đua đều là sở trường của một tay đua nào đó và họ sẽ không từ bỏ bất kỳ thủ đoạn xấu xa nào để khiến người chơi không thể ngóc đầu lên được. Người chơi không những cần cẩn thận với các góc cua nguy hiểm mà còn phải cảnh giác với các đấu thủ đáng gờm khác.

### Mục chơi
Star Wars Episode I: Racer thật sự là một game tuyệt vời, phù hợp khi chơi nối mạng. Các cuộc đua chứa được tối đa 8 tay đua, người chơi có thể chơi qua modem, mạng LAN... Chơi nối mạng với Star Wars Episode I: Racer quả là rất thú vị, các tay đua cố vượt nhau, chen ép nhau, giành nhau từng milimet, mang lại cảm giác hồi hộp khó tả. Game có tất cả năm mục chơi chính gồm Tournament, Free Race, Time Attack, 2 Player và Multiplayer.

## Đón nhận
Star Wars Episode I: Racer được sự đón nhận từ tích cực đến trung bình. GameRankings chấm cho game số điểm 75.78% cho phiên bản Nintendo 64; 75.42% cho phiên bản Dreamcast; 73.79% cho phiên bản PC; và 69.44% cho phiên bản Game Boy Color. Tháng 3 năm 2004, GMR đã bình chọn Episode I: Racer là tựa game Star Wars thứ năm hay nhất mọi thời đại. Tính đến năm 2011, trò chơi đang giữ kỷ lục Guinness là tựa game đua xe hoa học viễn tưởng bán chạy nhất, đã bán được 3.12 triệu bản trên toàn thế giới và đánh bại hàng loạt dòng game khác như Wipeout và F-Zero.
Star Wars Episode I: Racer có đoạn phim mở đầu dài gần 10 phút, giới thiệu cuộc đua hết sức hấp dẫn, đã đủ khiến người chơi hăm hở muốn tham gia thi đấu ngay. Lucas Art quả thật đã thành công trong việc tạo ấn tượng ban đầu cho người chơi game. Khi bước vào trò chơi, người chơi sẽ bị choáng ngợp trước một chất lượng đồ họa 3D tuyệt vời, âm nhạc thật hào hùng, khung cảnh hoành tráng. Mọi hình ảnh luôn dao động trong khoảng 1.000 đến 2.500 đa giác, đủ để tạo độ mịn đẹp đến khó ngờ. Các hiệu ứng ánh sáng, sương mù, tuyết, khói rất hoàn hảo khiến cho khung cảnh trong các màn đua giống như thật.